# Cerastium stenopetalum
Cerastium stenopetalum är en nejlikväxtart som beskrevs av Edward Fenzl. Cerastium stenopetalum ingår i släktet arvar, och familjen nejlikväxter. Utöver nominatformen finns också underarten C. s. nanum.